# Hideaki Itō
Pour les articles homonymes, voir Itō et Ito.
Hideaki Itō (伊藤 英明, Itō Hideaki), né le 3 août 1975 à Gifu, au Japon, est un acteur japonais.

## Biographie
Hideaki Itō est surtout connu pour avoir joué dans la série de films à succès Umizaru, qui a régulièrement dominé le box-office japonais de l'année. Il est également la vedette de nombreux autres films japonais majeurs tels que Sukiyaki Western Django (2007) de Takashi Miike et Lesson of the Evil (2012) et est présent dans de nombreux autres films.

## Vie privée
Hideaki Itō vit à Tokyo lorsqu'il était enfant et retourne dans sa ville natale de Gifu à l'âge de quatre ans. Il est fragile, malade et on lui a diagnostiqué une maladie rénale chronique alors qu'il est à la maternelle et est hospitalisé pendant une longue période.
Hideaki Itō a une sœur cadette.

## Filmographie partielle

### Au cinéma
- 1999 : Himitsu
- 2000 : Pyrokinesis[3]
- 2000 : Blister
- 2001 : Princess Blade
- 2001 : The Yin-Yang Master (Onmyōji (陰陽師, Onmyōji?))
- 2001 : Love Song
- 2002 : When the Last Sword Is Drawn (Mibu gishi den) : Tokugawa Yoshinobu
- 2003 : Onmyoji 2
- 2004 : Umizaru
- 2005 : Kono Mune Ippai no Ai o
- 2006 : Umizaru 2: Limit of Love
- 2007 : Sukiyaki Western Django
- 2008 : 252: Seizonsha Ari
- 2009 : Kamui, le ninja solitaire (Kamui Gaiden)
- 2010 : Umizaru 3: The Last Message
- 2011 : Andalusia: Revenge of the Goddess
- 2012 : Umizaru 4: Brave Hearts
- 2012 : Lesson of the Evil
- 2014 : Wood Job!  : Yoki Iida[4]
- 2016 : Terra Formars
- 2017 : March Comes in like a Lion (en)  : Gotō Masamune
- 2017 : March Comes in like a Lamb (en)  : Gotō Masamune
- 2017 : Confession of Murder  : Detective Makimura Kō
- 2020 : Kamen Rider Zero-One the Movie: Real×Time  : Esu/Kamen Rider Eden
- 2020 : The Doorman  : Leo
- 2021 : Baragaki: Unbroken Samurai  : Serizawa Kamo[5]
- 2022 : Kappei  : Kappei[6]
- 2023 : The Legend and Butterfly  : Fukuzumi Heitarō Sadaie[7]
- 2023 : Knuckle Girl[8]

### À la télévision
- 2022–2024 : Tokyo Vice : Jin Miyamoto  (série télévisée, 8 épisodes)

## Récompenses et nominations
| Année | Prix                                       | Catégorie                           | Nomination     | Résultat   |
| ----- | ------------------------------------------ | ----------------------------------- | -------------- | ---------- |
| 2001  | 25e Élan d'or                              | Révélation de l'année               | Lui-même       | Lauréat    |
| 2015  | 69e Prix du cinéma Mainichi                | Meilleur acteur dans un second rôle | Wood Job! (en) | Lauréat    |
| 2015  | 38e Prix du cinéma de l'Académie japonaise | Meilleur acteur dans un second rôle | Wood Job! (en) | Nomination |